# Terminus (Asimov)
Pour les articles homonymes, voir terminus.
Terminus est une planète fictive imaginée par l'écrivain de science-fiction Isaac Asimov pour le Cycle de Fondation.
Cette petite planète isolée, aux confins de la galaxie, est le siège de la Première Fondation. Elle joue par conséquent un rôle majeur dans le plan Seldon.

## Géographie
Terminus est l'unique planète d'une des étoiles les plus éloignées du centre de la galaxie. Elle se situe à 10 000 parsecs de la capitale de l'ancien Empire Galactique, Trantor. La planète habitée la plus proche est Anacréon, à une distance de plusieurs années-lumière.
La plus grande partie de la planète est recouverte par l'océan, parsemé de milliers de petites iles. C'est sur la plus grande d'entre elles que se trouve la capitale, Terminus Ville.

## Histoire
Prévoyant la chute de l'Empire Galactique et la longue période de trouble qui la suivra, le mathématicien Hari Seldon, conçoit le plan Seldon. L'une des premières étapes de ce plan est l'établissement sur Terminus d'une communauté d'encyclopédistes dont le but serait de rédiger l'Encyclopedia Galactica, recueil recensant toutes les connaissances humaines.
Plus tard, Terminus devient la capitale de la Première Fondation et le centre d'impulsion principal pour la création du Second Empire Galactique.